# 사쿠라은행
사쿠라은행(일본어: さくら銀行)은 도쿄와 고베에 위치했던 과거의 일본의 은행이었다. 1990년 4월, 미쓰이은행(1876년 설립)과 타이요고베 은행(1973년 설립)의 합병을 통해 미쓰이타이요코베은행(영어: Mitsui Taiyo Kobe Bank, 약칭:MTKB)이라는 이름으로 설립되었다. 사쿠라은행이라는 이름은 1992년 4월 채택되었다.

## 역사
일본의 거품 경제 시기 1989년 합의된 TKB-미쓰이의 합병은 다이이치칸교은행 다음으로 세계에서 2번째로 큰 은행을 만들기 위함이었다. TKB가 개인 고객 및 중소기업 고객의 수가 많았던 반면 미쓰이는 대형 기관 고객들이 주 기반이었다. 이 합병의 목적은 이들의 시너지를 지렛대 삼아 유럽 은행에 대항하여 경쟁력을 더 강화하기 위한 것이었으며 1992년 규제 완화에 따른 통합이 예견되었다.
사쿠라은행 1990년대 수도권에서 메이저 기업이자 소액 거래 은행이 되었으며 주택 융자, 투자 트러스트 세일 등 여러 기준에 따르면 일본에서 가장 큰 소액 거래 은행이기도 했다.
사쿠라은행은 1998년 막대한 악성 대출 탕감이 있었으며 금융 지원을 위해 주요 기업 고객 가운데 하나인 토요타 자동차에 접근하였으나 거절되었다.
사쿠라은행은 2000년 온라인 뱅크인 Japan Net Bank를 설립한 컨소시엄을 주도했으며 일본 내 2번째 온라인 뱅킹 설립을 위해 소니와 논의를 시작했다.
사쿠라은행은 2001년 4월 1일 스미토모은행에 합병되어 미쓰이스미토모 은행이 설립되었다. 이 합병은 2000년 6월 승인되었다. 이 합병으로 도이치은행과 미즈호 은행에 이어 당시 세계에서 3번째로 큰 은행업 그룹이 만들어졌다.
사쿠라은행은 미쓰이타이요고베라는 이름을 따서 "MITKJPJT"라는 ISO 9362를 사용하였다.